# 馬萊拉內

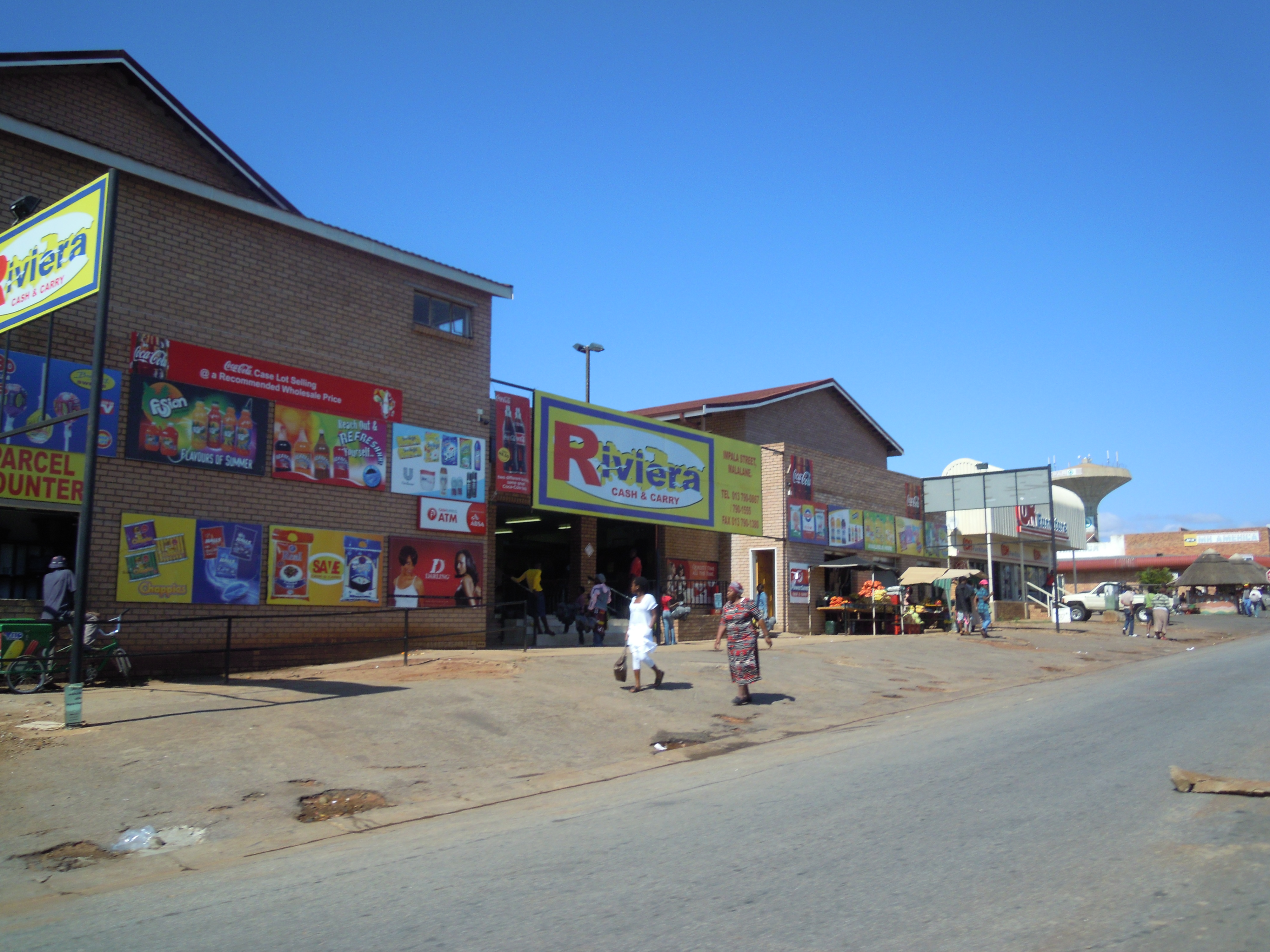
馬萊拉內

馬萊拉內（Malalane）是南非的城鎮，位於該國東北部，由普馬蘭加省負責管轄，始建於1949年，面積14.23平方公里，2001年人口2,241，人口密度每平方公里160人。

## 外部連結
- Google Map